# Andrea Furegato
Andrea Furegato (Lodi, 5 giugno 1997) è un politico italiano, esponente del Partito Democratico.
Nel 2022 è stato eletto sindaco di Lodi in rappresentanza di un'ampia coalizione di centro-sinistra, costituita da PD, Rifondazione Comunista, Sinistra Italiana, Europa Verde, Italia Viva, Azione, Movimento 5 Stelle, nonché da alcune liste civiche di orientamento centrista e progressista.

## Biografia
Nato e cresciuto a Lodi, ha frequentato l'oratorio della chiesa di Santa Maria del Sole, si è diplomato al liceo classico Pietro Verri e si è laureato in economia e finanza presso la sede milanese dell'Università Cattolica. Dopo la laurea, è stato assunto come impiegato dal gruppo bancario Intesa Sanpaolo.
Ha praticato inoltre l'arte marziale del judo, raggiungendo il livello di cintura nera.

### Attività politica
Furegato iniziò ad avvicinarsi alla politica negli anni della scuola superiore, spinto dall'impegno di entrambi i genitori nella vita pubblica del territorio: suo padre fu assessore a Tavazzano con Villavesco, mentre la madre è stata attivista dell'associazione umanitaria Emergency e segretaria provinciale del Partito Democratico. Nel 2017, pochi giorni dopo aver compiuto i vent'anni di età, entrò in consiglio comunale a Lodi con la qualifica di consigliere anziano, avendo conseguito la maggior cifra elettorale individuale fra tutti gli aspiranti alla carica. 
In previsione delle successive elezioni amministrative del 2022, all'età di 25 anni, fu prescelto quale candidato sindaco di una coalizione di "campo largo", formata da PD, Partito della Rifondazione Comunista, Sinistra Italiana, Europa Verde, Italia Viva, Azione e Movimento 5 Stelle, nonché da alcune liste civiche di centro e di sinistra. Vinse largamente le elezioni al primo turno di votazione, ottenendo il 59,05% dei suffragi contro il 37,2% raccolto dalla candidata del centro-destra e prima cittadina uscente Sara Casanova, esponente della Lega, risultando dunque eletto alla guida dell'amministrazione municipale. In considerazione della sua giovane età, della natura dell'alleanza politica che sostenne la sua candidatura, dell'ampio consenso ricevuto e delle controversie che avevano coinvolto la precedente giunta di centro-destra (riguardanti principalmente i tentativi di introduzione di provvedimenti che penalizzavano l'accesso ai servizi scolastici da parte dei cittadini extracomunitari), l'elezione di Furegato ebbe ampio risalto sugli organi d'informazione nazionali.